# Herb gminy Wielka Nieszawka
Herb gminy Wielka Nieszawka – jeden z symboli gminy Wielka Nieszawka, ustanowiony 27 maja 2000.

## Wygląd i symbolika
Herb przedstawia na tarczy koloru srebrnego czarne ucho kotłowe, a nad nim czarny krzyż krzyżacki. Herb nawiązuje do historii gminy, związanej z Zakonem Krzyżackim, a także herbu Nowina (którym posługiwał się lokalny ród Padniewskich). 